# Canale della cervice
Nell'anatomia femminile il canale della cervice (o canale cervicale) è una parte del corpo dell'utero, situata fra l'orifizio interno dell'utero e l'orifizio esterno dell'utero, compresa nel collo dell'utero.

## Anatomia
Il canale di collegamento di aspetto fusiforme mostra delle sporgenze che vengono chiamate pieghe palmate.